# Прокламація про визволення рабів

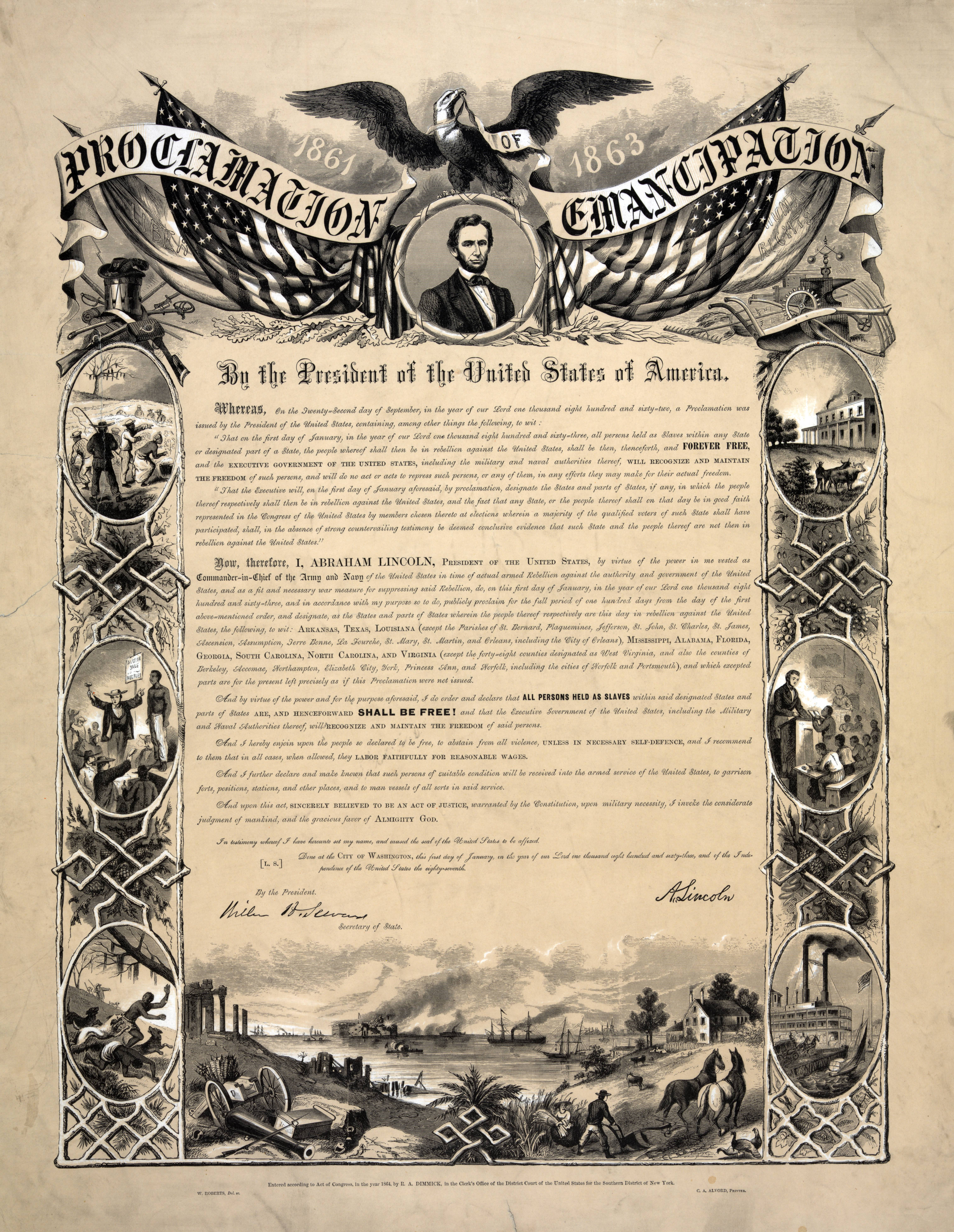
Репродукція прокламації про визволення рабів

Прокламація про визволення рабів — документ, що складався з двох указів Авраама Лінкольна, виданих під час Громадянської війни у США.
Перший указ, що вийшов 22 вересня 1862 року, оголошував вільними усіх рабів у будь-якому штаті Конфедеративних Штатів Америки, що не повернувся до складу США до 1 січня 1863 року. Другий указ, виданий 1 січня 1863 року, назвав 10 окремих штатів, на які буде поширюватися скасування рабства. Згідно з Конституцією, Лінкольн мав право видавати такі укази як «головнокомандувач армією і флотом Сполучених Штатів».
Прокламація про визволення рабів була піддана критиці, тому що вона визволяла рабів тільки на територіях, де США не мала влади. Попри те, прокламація принесла свободу тисячам рабів у день, коли набула чинності, у дев'яти з десяти штатів, на які вона поширювалася (Техас був єдиним винятком). Згодом прокламація була конституційно закріплена Тринадцятою поправкою до Конституції США